# 奪い愛、夏
『奪い愛、夏』（うばいあい、なつ）は、2019年8月8日よりAbemaTVで配信されたドラマ。2017年1月期にテレビ朝日で放送された『奪い愛、冬』の事実上の続編。

## 概要
鈴木おさむ脚本で放送された『奪い愛、冬』のスタッフが再結集して送る連続ドラマ。ただし役柄や舞台設定はリセットされており、完全オリジナルの新作として制作される。制作側ではドラマジャンルを“クレイジー狂愛ドラマ”と標榜している。
舞台となる企業「ラブネクスト」社内の撮影はChateau Ameba各スタジオやオープンスペースが使用されている。

## あらすじ
マッチングアプリ会社に勤務する桐山椿は同僚である空野杏と交際していた。しかし、彼は勤務先の社長の桜に突然呼ばれ提案される。「1億円で私と結婚しなさい!!」。その後父が1億円の借金を背負っていることを知った椿は泣く泣く桜と結婚するが、杏には真実を明かして秘密の交際を続ける。

## 登場人物
花園桜 (はなぞの さくら)
演 - 水野美紀
年商100億円のマッチングアプリ会社「ラブネクスト」女社長。42歳。目的のためなら手段を選ばない。
特殊な訓練を受けており、成人男性と正面から戦っても負けない実力を持つ。時折頭の中に鈴の音の幻聴が聞こえる症状に悩まされている。椿との直接対決中、失神。脳腫瘍に侵されていることが発覚する。
その後成功率3%の脳腫瘍の手術を受け奇跡的に復活を遂げるが、術後にも前述の症状が発生するシーンがあるなどの謎が残る。
水野は過去に演じた『奪い愛、冬』の登場人物・蘭とは別人であるが、別の人生を歩んでいたらこうなっていたであろうという平行世界を想定して演じている。トレードマークの大きな帽子は水野のアイディアである。
桐山椿 (きりやま つばき)
演 - 小池徹平
ラブネクスト広報部。元読者モデル。実家は老舗和菓子屋だが経営難に陥っている。
普段から杏の事を第一に考えて大切にしているがやや独善的な部分があり、杏の為なら他人に暴力を振るうのも全く躊躇しない。どうにも出来なくなると人目を憚らず泣き叫んでしまうほど感情の振れ幅が大きい。
物語が後半に行くにつれ狂気に包まれていくが、肝心な時に卑怯な事ができなかったり生真面目な一面もある。

空野杏 (そらの あんず)
演 - 松本まりか
ラブネクスト広報部。誰からも好かれるタイプの花形美人広報。社内には秘密で椿と交際している。
自由を好み、他人に鍵をかけられた家の中にいるだけでパニックを起こしてしまうほど拘束されるのが嫌い。流されやすい性格に見えて芯は強く、絶対に自分の意見を通したい時には相手の意見に被せるように自分の考えを連呼する癖がある。椿にも黙っていたが、桜とは元恋人でバイセクシャル。

井川瞳
演 - 田中みな実
ラブネクスト広報部。社内の噂に敏感で、良くも悪くもミーハー。杏の親友を演じていたが、実際はずっと彼女を嫌っていた。
「好きだから死んで欲しい」と椿の殺害を試みたり、ホテルに誘うが、椿を愛しているわけではなく、すべて杏を貶めるための行動である。
土筆肇
演 - 小手伸也
ラブネクスト社長秘書。ドM。桜からご褒美をもらうため暗躍する。実は桜に恋愛感情を持っていたが実らないと諦めていた。
神出鬼没であり、本作での狂言回しを務める。
姜倫求
演 - テジュ
韓国人でラブネクストの広報部。過去に色々面倒を見てもらった椿を慕っている。
大和学 (やまと まなぶ)
演 - 大鶴義丹
外科医。桜を救おうと必死になる杏に対し、手術と引き換えに肉体関係を持つように提案する。自身が脳外科のスペシャリストというわけでなく、知り合いが多いため依頼するだけである。のちに椿と桜によって臀部に「変態」の文字を刺青されてしまう。
奥川康太
演 - 三浦翔平
最終回エピローグに登場。『奪い愛、冬』の主人公。桜のことを「蘭」と呼ぶ。

## 配信日程
| 放送回 | 配信日程     | サブタイトル                | 配信分 |
| ------ | ------------ | --------------------------- | ------ |
| 第1話  | 2019年8月8日 | 1億円で私と結婚しなさい!    | 42分   |
| 第2話  | 8月15日      | 裏切ったら...許さないから!! | 45分   |
| 第3話  | 8月22日      | ここにいるよ!!!             | 42分   |
| 第4話  | 8月29日      | ここからクイズの時間です！  | 41分   |
| 第5話  | 9月5日       | 私の愛、奪われちゃった…     | 42分   |
| 第6話  | 9月12日      | もうあなたを離さない!!!!!   | 39分   |
| 第7話  | 9月19日      | 今度は誰にも壊させない      | 44分   |
| 第8話  | 9月26日      | あなたとは縁が切れないわね  | 46分   |

## スタッフ
- 脚本：鈴木おさむ
- 監督：小松隆志（MMJ）、樹下直美（アズバーズ）
- 編成プロデューサー：谷口達彦（AbemaTV）
- プロデューサー：小路美智子（MMJ）、伊藤正昭（MMJ）
- プロジェクトマネージャー：小出亮太（AbemaTV）
- 音楽：沢田完
- 企画協力：横地郁英（テレビ朝日）、川島誠史（テレビ朝日）、浜田壮瑛（テレビ朝日）
- 制作プロダクション：MMJ
- 制作著作：AbemaTV

## 著書
- 『奪い愛、夏』（扶桑社、2020年1月31日）　ISBN 978-4594084059